# Исахак, Юссеф Омар
Юссеф Омар Исахак (род. 30 октября 1969) — джибутийский дзюдоист, представитель суперлёгкой весовой категории. Выступал за сборную Джибути по дзюдо в начале 1990-х годов, участник летних Олимпийских игр в Барселоне.

## Биография
Юссеф Омар Исахак родился 30 октября 1969 года.
Наивысшего успеха в дзюдо добился в сезоне 1992 года, когда вошёл в основной состав джибутийской национальной сборной и благодаря череде удачных выступлений удостоился права защищать честь страны на летних Олимпийских играх в Барселоне. Отправился на Игры в составе делегации, куда также вошли семь спортсменов из других видов спорта. Соревнуясь в категории до 60 кг, уже в первом поединке на стадии 1/16 финала потерпел поражение от поляка Петра Камровского и тем самым лишился всяких шансов на попадание в число призёров.
После Олимпиады Исахак больше не показывал сколько-нибудь значимых результатов в дзюдо на международной арене.